# Ordine di San Giovanni del baliaggio di Svezia
L'Ordine di San Giovanni in Svezia è conosciuto con il nome di "Johanniterorden i Sverige", ed ufficialmente è noto come  Baliaggio di Svezia dell'Ordine dei Cavalieri Ospitalieri di San Giovanni di Gerusalemme, un ramo evangelico dei Cavalieri Ospitalieri.
Esso appartiene, con gli altri rami dell'Ordine di San Giovanni oggi esistenti, all'Alleanza degli ordini di San Giovanni di Gerusalemme.

## Storia
I fratelli dell'Ordine di San Giovanni giunsero in Svezia attorno al 1170 e fondarono prima del 1185 un monastero a Eskilstuna, presso la tomba del martire Sant'Eskil, 100 km ad ovest di Stoccolma. Il monastero divenne ben presto un centro di cura per gli anziani e per gli infermi, ma iniziò ad ottenere un certo rilievo nello stato quando la Casata Reale e altri nobili svedesi iniziarono a tributare copiose donazioni a questa istituzione.
Durante il XIV secolo venne fondato un piccolo monastero dell'ordine a Stoccolma dove vennero di fatto custoditi i beni preziosi e i tributi che spettavano all'ordine. Successivamente il quartier generale venne spostato dalla capitale al Priorato di Dacia. Alla fine del medioevo l'ordine acquisì anche una chiesa a Stoccolma ed un nuovo monastero a sud est del paese, presso Kalmar. Nel 1467 i membri svedesi dell'ordine riuscirono ad ottenere un collegamento diretto con i cavalieri di Rodi, anche se dal 1527, la riforma protestante introdotta dal re Gustavo I di Svezia, portò ad una temporanea estinzione dell'ordine.
Con l'ordine soppresso, molti nobili svedesi che precedentemente erano divenuti cavalieri dell'ordine di San Giovanni in Svezia, passarono al Baliaggio di Brandeburgo. Con un tentativo di legare ancora la Svezia all'Ordine, nel 1920 l'ordine tedesco fondò la Commenda di Svezia sotto la protezione del re Gustavo V, riportando un ramo dell'ordine a risiedere nuovamente in Svezia, anche se questo si trovava formalmente ancora soggetto all'ordine del Baliaggio di Brandeburgo.
Nel novembre del 1946 il re di Svezia con risoluzione personale si decise a fondare definitivamente un ramo indipendente dell'ordine di San Giovanni in Svezia, con il sovrano Svedese come gran maestro.

## Gradi
L'ordine svedese San Giovanni è suddiviso in due gradi:
- Cavaliere
- Cavaliere di Giustizia

## Le insegne
- La medaglia dell'Ordine riprende la decorazione dell'Ordine di Malta e si presenta appunto come una croce maltese smaltata di bianco avente all'incavo delle sue braccia dei vasi in oro (in commemorazione della famiglia Vasa, regnanti svedesi che autorizzarono per primi la fondazione dell'Ordine sul suolo di Svezia). La croce è sormontata dalla corona reale di Svezia in oro.
- Il nastro è completamente nero.